# Михановский, Кирилл
Кирилл Михановский — американский кинорежиссёр российского происхождения.

## Биография
Родился в Москве. Эмигрировал в США. По образованию лингвист и антрополог.

## Признание и награды

### За фильм «Сны о рыбе»
- Приз Regards Jeune в рамках «Недели критиков» на Каннском кинофестивале 2006
- «Серебряная тайга» на фестивале Дух Огня в Ханты-Мансийске 2006
- Фильм-участник программы «8 с половиной фильмов» XXVIII Московского международного кинофестиваля
- INHALE, EXHALE — Приз зрительских симпатий ежегодного нью-йоркского смотра Гильдии американских режиссёров /The annual NYU Showcase at the Directors' Guild of America/

### За фильм «Гив Ми Либерти»
- 2020 — Приз Джона Кассаветиса и номинация на премию «Независимый дух» за лучший монтаж[1]

## Фильмография
1. 2006 — Сны о рыбе / Sonhos de peixe
2. 2014 — Дубровский
3. 2019 — Гив Ми Либерти / Give Me Liberty